# Chris Fridfinnson
Kristmundur Numi „Chris“ Fridfinnson (* 14. Juni 1898 in Baldur, Manitoba; † 10. November 1938 in Selkirk, Manitoba) war ein kanadischer Eishockeyspieler. Er spielte auf der Position des Rover.

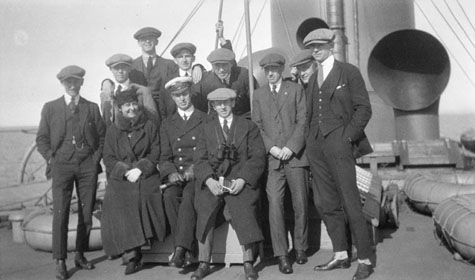
Mannschaftsfoto der Winnipeg Falcons vor der Abreise nach Antwerpen 1920

Bei den Olympischen Sommerspielen 1920 in Antwerpen gewann er mit der kanadischen Nationalmannschaft, die sich aus Spielern der Winnipeg Falcons zusammensetzte, die Goldmedaille im olympischen Eishockeyturnier. Im selben Jahr gewann er zudem mit den Falcons den Allan Cup.

## Erfolge und Auszeichnungen
- 1920 Goldmedaille bei den Olympischen Sommerspielen
- 1920 Allan-Cup-Gewinner mit den Winnipeg Falcons